# Condominio
Para una entidad jurídica compuesta por el total de propietarios de las viviendas de un mismo edificio, véase comunidad de propietarios

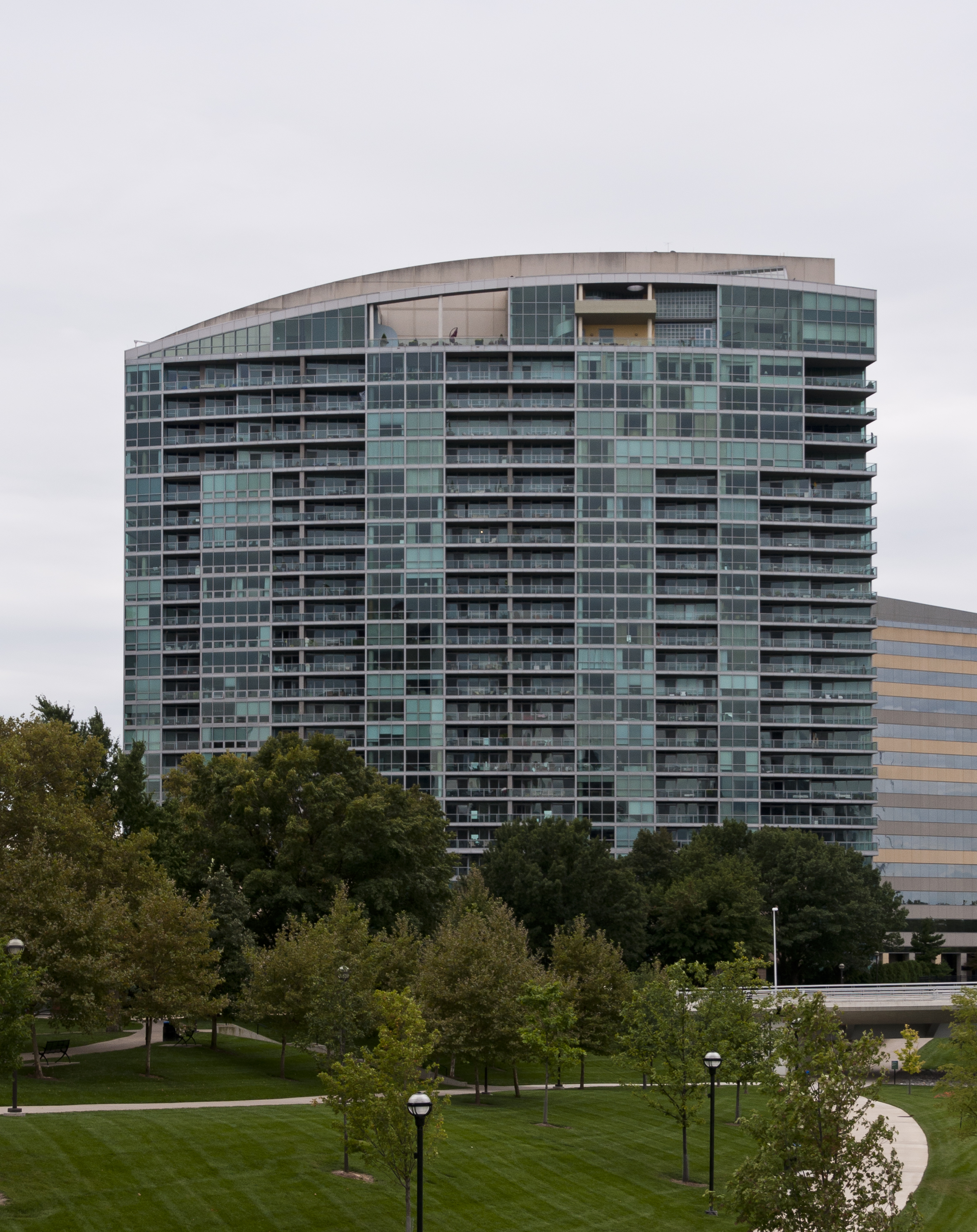
Condominio Miranova en Downtown Columbus, Ohio, Estados Unidos de América.

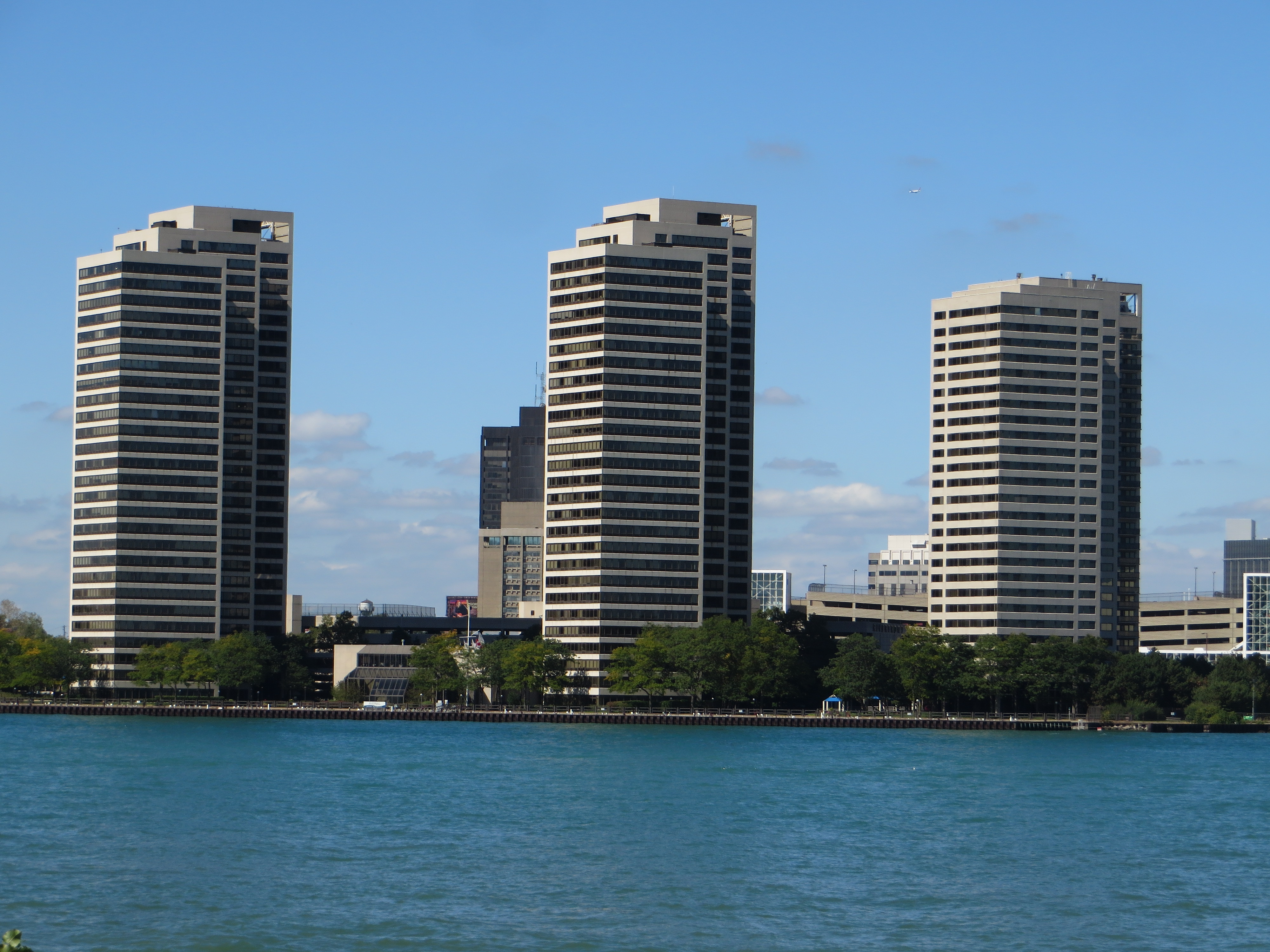
Torres de condominio en Detroit, Míchigan, EUA.

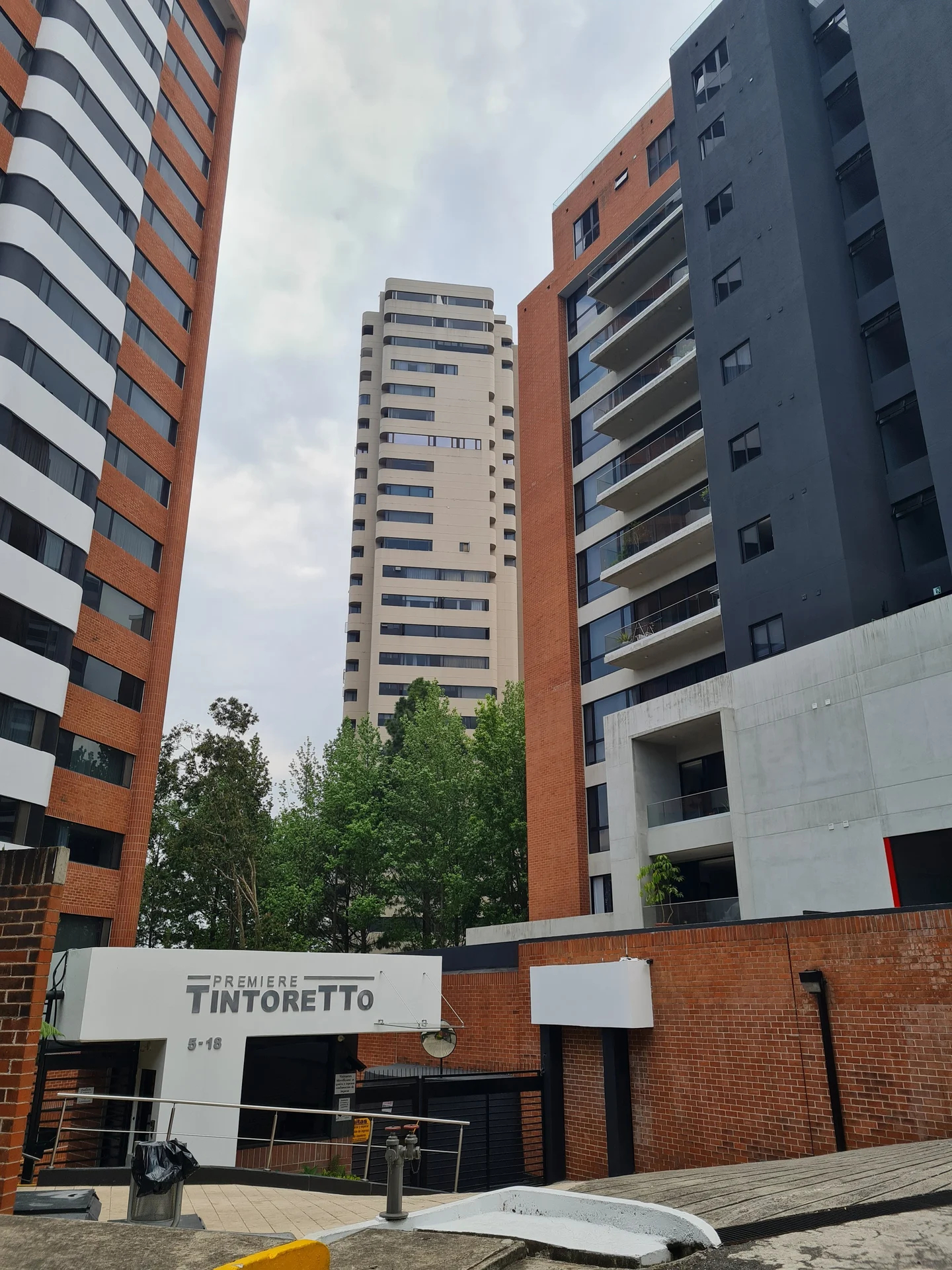
Ingreso a torres de condominios en Ciudad de Guatemala.

Condominio, en derecho civil, consiste en la situación en la que la propiedad de una cosa es compartida por dos o más personas. Por extensión, en Hispanoamérica se denomina así a un inmueble bajo el régimen de propiedad horizontal, aunque existen lugares donde se representa como un conjunto de varias casas de lujo, separadas de manera prudencial una de otra bajo el concepto de conjunto residencial.
En el condominio es importante regular la forma en que los copropietarios van a tomar las decisiones con respecto a la propiedad que tienen en común. A tal efecto, pueden darse relaciones de mancomunidad o de solidaridad. También es importante regular los casos de extinción de la copropiedad y disolución de la comunidad de bienes.

## Concepto
Condominio es un supuesto de comunidad de derechos reales. Ésta se produce por la existencia de una pluralidad de sujetos titulares de un derecho igual sobre la misma cosa, cuando el derecho real respecto del cual se establece tal comunidad tiene el carácter de exclusividad.
Son caracteres generales del condominio:
I. La Titularidad plural o pluralidad de sujetos: La existencia de más de un sujeto, titular del derecho (varias personas) que es esencial en el condominio, que pueden tratarse de personas físicas o jurídicas;
II. La Unidad de objeto: Siempre se trata de cosas, y si se trata de más de una, son tratadas como una unidad recayendo el derecho sobre la totalidad de cada una de ellas;
III. Titularidad en cuotas o partes indivisas: El derecho de propiedad pertenece a varias personas por una parte indivisa. Esta parte indivisa es una cuota ideal o abstracta del derecho de dominio entero y que no corresponde con ninguna parte física o materialmente determinada de la cosa. El derecho de propiedad que pertenece a cada condómino, se proyecta sobre la totalidad de la cosa.
Es posible que pertenezca a varias personas, por una parte indivisa de una cosa mueble o inmueble.

## Legislación en México

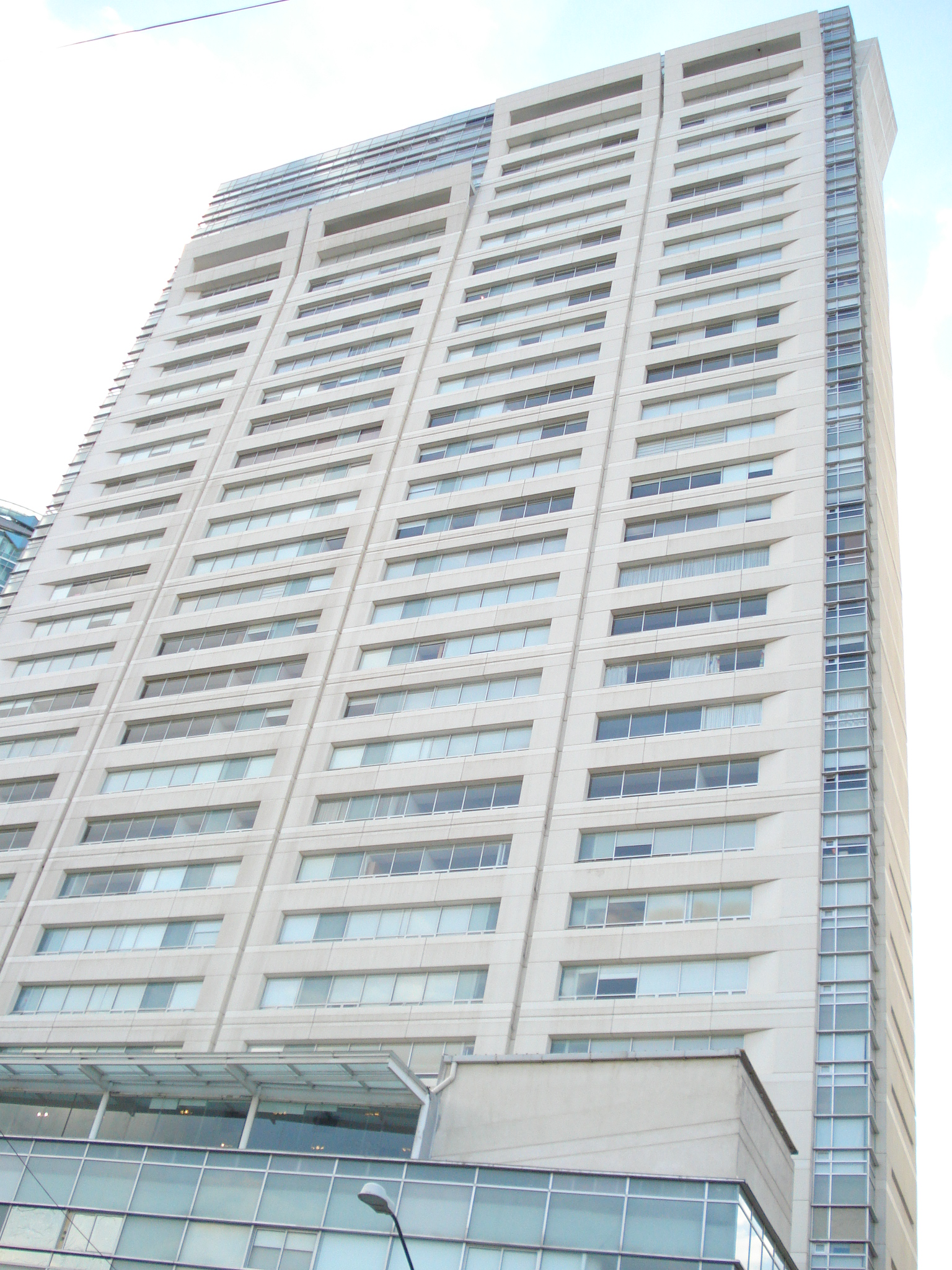
Edificio H2O Condominios

### Ciudad de México
La legislación que regula las relaciones entre condóminos y/o poseedores y entre estos y su administración en el Distrito Federal es la Ley de Propiedad en Condominio de Inmuebles para el Distrito Federal la cual establece las bases para resolver las controversias que se susciten con motivo de tales relaciones.

#### Copropiedad
Inmueble cuya propiedad pertenece provincias a varias personas, que reúne las condiciones y características establecidas en el Código Civil Federal. Además, también es algo similar el sus propiedades.

#### Condómino
Persona física o moral, propietaria de una o más unidades de propiedad privativa y, para los efectos de esta Ley, y su Reglamento, a la que haya celebrado contrato en virtud del cual, de cumplirse en sus términos, llegue a ser propietario bajo el régimen de propiedad en condominio.

#### Asamblea General
Es el órgano máximo del condominio, que constituye la máxima instancia en la toma de decisiones celebrada en los términos de la presente Ley, su Reglamento, Escritura Constitutiva y el Reglamento Interno, se expresan y discuten asuntos de interés propio y de interés común. 

#### Administrador
Persona física o moral, que demuestre capacidad y conocimientos en administración de condominios que es contratado por la Asamblea General. 

#### Clasificación
Los condominios de acuerdo con sus características de estructura y uso, podrán ser: 
Atendiendo a su estructura: 
1. condominio vertical – Se establece en aquel inmueble edificado en varios niveles en un terreno común, con unidades de propiedad privativa y derechos de copropiedad;
2. condominio horizontal – Se constituye en inmuebles con construcción horizontal donde el condómino tiene derecho de uso exclusivo de parte de un terreno y es propietario de la edificación establecida en el mismo, pudiendo compartir o no su estructura y medianería, siendo titular de un derecho de copropiedad para el uso y disfrute de las áreas del terreno, construcciones e instalaciones destinadas al uso común.
3. condominio mixto – Es aquel formado por condominios verticales y horizontales;

Atendiendo a su uso; podrán ser: 
1. habitacional – Son aquellos inmuebles en los que la unidad de propiedad privativa están destinadas a la vivienda;
2. comercial o de servicios – Son aquellos inmuebles en los que la unidad de propiedad privativa, es destinado a la actividad propia del comercio o servicio permitido;
3. industrial – Son aquellos en donde la unidad de propiedad privativa, se destina a actividades permitidas propias del ramo;
4. mixtos – Son aquellos en donde la unidad de propiedad privativa, se destina a dos o más usos de los señalados en los incisos anteriores.

#### Solución a controversias
La Ley de Propiedad en Condominio de Inmuebles para el Distrito Federal determinará a las autoridades que son competentes para resolver las controversias que se susciten con motivo de tales relaciones, mediante la conciliación, el arbitraje, a través de la Procuraduría Social del Distrito Federal, sin perjuicio de la competencia que corresponda a otras autoridades judiciales o administrativas.

#### Derechos
Son derechos de los condóminos y poseedores:
I. Contar con el respeto de los demás condóminos sobre su unidad de propiedad privativa; 
II. Participar con voz y voto en las asambleas generales de condóminos; 
III. Usar y disfrutar en igualdad de circunstancias y en forma ordenada, las áreas y bienes de uso común del condominio, sin restringir el derecho de los demás; 
IV. Formar parte de la Administración del condominio en calidad de Administrador condómino; y en su caso con la misma retribución y responsabilidad del administrador profesional, excepto la exhibición de la fianza;
V. Solicitar a la Administración información respecto al estado que guardan los fondos de mantenimiento, administración y de reserva; 
VI. Acudir ante la Procuraduría, para solicitar su intervención por violaciones a la Ley, su Reglamento, al Reglamento Interno, de los condóminos, poseedores y/o autoridades al interior condominio; 
VII. Denunciar ante las autoridades competentes, hechos posiblemente constitutivos de algún delito, en agravio del condominio o conjunto condominal. 
VIII. Cada propietario podrá realizar las obras y reparaciones necesarias al interior de su unidad de propiedad privativa, quedando prohibida toda modificación o innovación que afecte la estructura, muros de carga u otros elementos esenciales del edificio o que puedan poner en peligro la estabilidad, seguridad, salubridad o comodidad del mismo; de conformidad con las leyes y reglamentos correspondientes.

### Estado de México
El Estado de México es una de las entidades con mayor crecimiento poblacional, y de este el crecimiento social es el preponderante. El ordenamiento que regula esta modalidad de la propiedad inmueble, lo es la Ley de Propiedad en Condominio de Bienes Inmuebles para el Estado de México, el cual tiene su objetivo, el de contribuir a prevenir conductas antisociales, al promoverse la cultura del respeto por las personas y sus bienes, el fomento de la cultura condominal y establecer las sanciones en caso de violentar lo establecido por la Ley, el Reglamento del Condominio y los acuerdos de asamblea.

#### Condominio
Inmueble cuya propiedad pertenece proindiviso a varias personas, que reúne las condiciones y características establecidas en el Código Administrativo del Estado de México y su reglamentación

#### Condómino
Persona física o moral, que en calidad de copropietario aproveche una unidad exclusiva de propiedad, así como aquella que haya celebrado contrato en el cual, de cumplirse en sus términos, llegue a ser sujeto al régimen de propiedad en condominio.

#### Asamblea
Órgano máximo de decisión de un condominio, integrado por la mayoría de los condóminos, en el que se resolverán los asuntos de interés común, respecto al condominio.

#### Administrador
El administrador o el presidente del comité de administración, será el representante legal de los condóminos en todos los asuntos comunes relacionados con el condominio. Contará con poder para administrar bienes, y para pleitos y cobranzas. Para contar con facultades que requieran cláusulas especiales, se requerirá del previo acuerdo de la asamblea, salvo que el Reglamento Interior del Condominio ya lo prevea. 

Entre las funciones del administrador del condominio, se encuentran:
Atender, sugerencias, quejas y dudas.
Informar, ¿Qué está sucediendo? ¿Qué va a suceder, cuándo y por qué?
Fomentar, la buena convivencia, tranquilidad, seguridad, interacción sana.
Facilitar, la vida del condómino o residente, el trabajo de la administración del condominio o inmueble.
Medir, la satisfacción del usuario, las preferencias de la mayoría.

#### Administración de condominios o inmuebles
El administrador del condominio es el encargado de dar certeza en el manejo eficaz del dinero y recursos del condominio. En algunos inmuebles o condominios el administrador del condominio es fiscalizado por el comité de vigilancia, el cual está integrado por residentes del comité
La administración de condominios o inmuebles es la que se encarga de la planificación, organización, dirección y control de los recursos de los condominios o inmuebles.
La administración de condominios o inmuebles se encarga no solo de los recursos financieros (ingresos y egresos) sino también de los recursos inmobiliarios y materiales que el condominio tenga.

Los ingresos de un condominio, que son los recursos financieros que se reciben por el cobro de cuotas internas ordinarias y extraordinarias y cuotas externas extraordinarias. Las cuotas internas ordinarias de un condominio son aquellas que pagan los residentes del mismo, por ejemplo una cuota regular de mantenimiento mensual: “Cuota de mantenimiento de marzo de 2014”. Las cuotas internas extraordinarias son aquellas que pagan los residentes del condominio que no son regulares, normalmente las cuotas extraordinarias son ocupadas por los administradores para allegarse de recursos para imprevistos y cuestiones coyunturales. Las cuotas externas extraordinarias son aquellas que pagan los que no son residentes del condominio.
Mientras que los egresos, son los gastos ordinarios y extraordinarios de un condominio. Por ejemplo, los gastos que se erogan por mantenimiento de las áreas de uso común o algún desperfecto que resulte necesario repararse. (Suministro de electricidad, agua, drenaje). 

#### Autoridades competentes
El Síndico Municipal, será competente para desahogar los procedimientos arbitrales para resolver controversias en materia de propiedad en condominio.

#### Solución a controversias
Las controversias que se susciten con motivo del incumplimiento de las obligaciones por parte de los condóminos, de los administradores o del Comité de Administración; o por violaciones al Reglamento General del Condominio o al Acta Constitutiva del condominio, serán resueltas a través del procedimiento de arbitraje, en los términos de la Ley que Regula el Régimen de Propiedad en Condominio en el Estado de México.

#### El comité o consejo de vigilancia
El comité o consejo de vigilancia es el máximo órgano de decisión en un condominio, reconocido por leyes de diversos países.
Este comité o consejo es integrado principalmente por vecinos residentes en el condominio, los cuales son elegidos por votación. En algunos países cada comité o consejo debe estar registrado como asociación cívica o asociación civil, esto para tener personalidad jurídica en la toma de decisiones.
El administrador del condominio forma parte de algunos comités de vigilancia aunque en algunos países la función del administrador es informar y ejecutar todos los acuerdos que se haya establecido el comité o consejo. No es muy recomendable que el administrador del condominio forme parte del comité de vigilancia, ya que sería juez y parte en la administración del condominio o inmueble.

## Legislación en Costa Rica
En Costa Rica hay más de cinco mil condominios (2021), incluyendo Condominios Verticales (como Condominio Vertical Comercial Residencial Paseo Colón, en la imagen), Condominios Horizontales, Mixtos (combinando ambas características constructivas), y Condominios de Lotes llamados Condominios de Fincas Filiales Primarias Individualizadas.

### Ley 3670 del 22/03/1966, Ley de Propiedad Horizontal
La primera ley que creó la figura legal del condominio en Costa Rica fue la ley 3670 que mediante la modificación del artículo 256 del Código Civil, permitió crear un nuevo tipo de Derecho Real: la Propiedad Horizontal. Su novedad radicó en que se autorizarían, por primera vez, en un mismo bien inmueble, áreas de propiedad privativa individual y áreas de propiedad común o copropiedad.

### Ley 7933 del 28/10/1999, Ley Reguladora de la Propiedad en Condominio[1]
Esta ley vino a reformar la anterior y es la actualmente vigente. Se separa del concepto de propiedad horizontal y adopta el de propiedad en condominio, reservando el término horizontal para aquellos condominios en los que cada condómino es propietario exclusivo de un terreno propio y de la edificación construida sobre él, además de ser copropietario de las áreas y bienes comunes. Entre las innovaciones de esta ley está el poder constituir condominios en concesiones de uso de zonas de propiedad pública y la conformación de condominios de condominios. En este último, una filial se transforma en un subcondominio en sí misma, sin perder su condición de filial del condominio madre.
No existe un órgano estatal encargado de los condominios. Se inscriben en el Registro Inmobiliario, sección de Propiedad en Condominio, sin embargo luego de eso este órgano no interviene. Supletoriamente a esta ley se aplica el Código Civil.

### Características de la propiedad en condominio en Costa Rica
Cada condominio conforma una finca matriz, que incluye dos o más fincas filiales que son las unidades privativas. Un condominio debe tener especificado su destino, sea residencial, comercial, turístico, industrial o agrícola, y en general cualquier uso lícito.
Con la constitución, que debe hacerse en escritura pública ante una Notaría Pública, se incluyen los Planos, en específico el Plano de Distribución que es en el que consta el detalle de los diferentes pisos, mostrando un esquema de las fincas filiales con su correspondiente numeración, así como el desglose de las áreas de uso común, necesarias para uso y aprovechamiento del condominio en cuanto a circulación, localización de servicios generales y otros. 

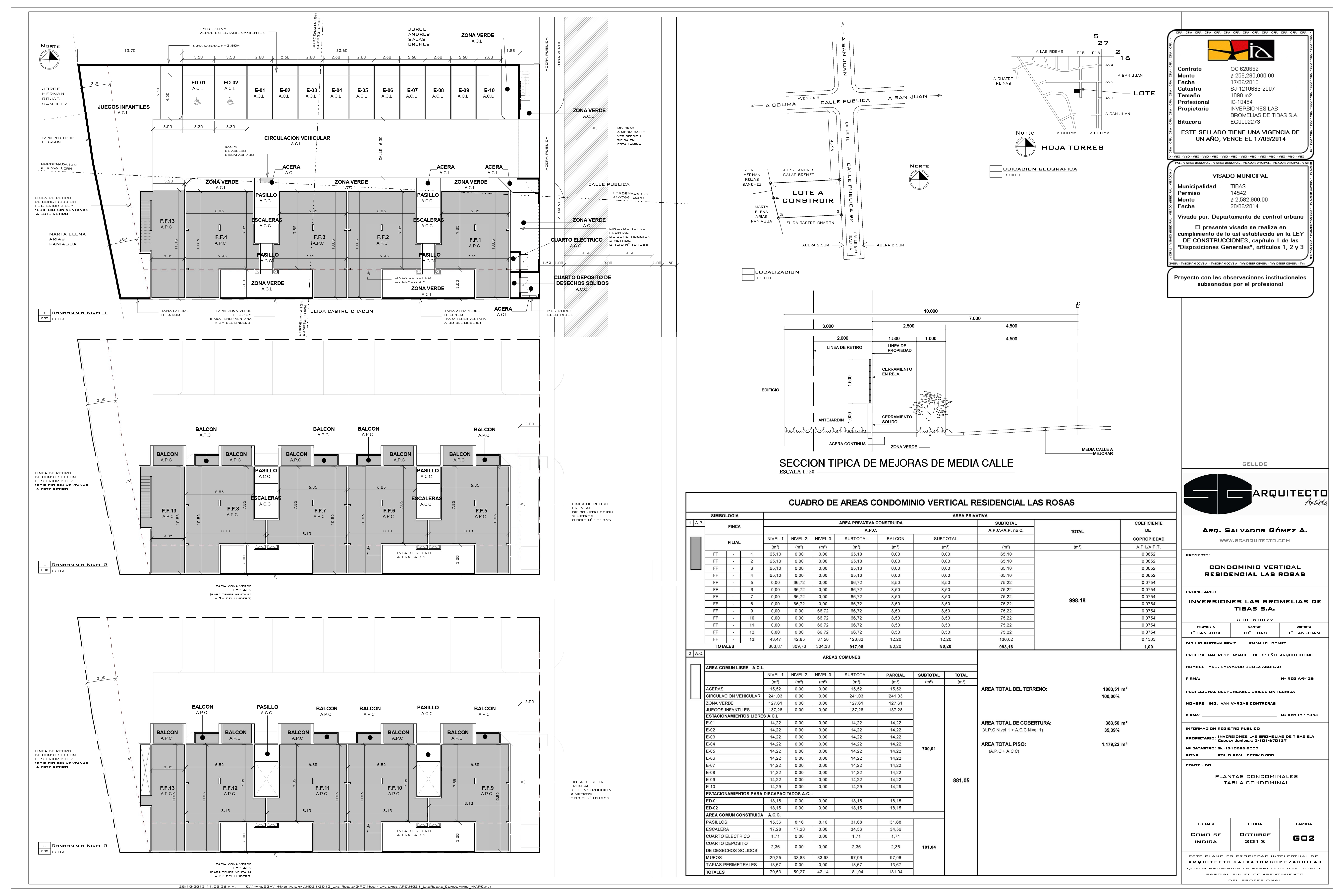
Plano de Distribución de un condominio

Además debe incluirse dentro de esta misma escritura pública el Reglamento de Condominio y Administración que es el estatuto que regula los derechos y obligaciones específicas de los copropietarios de un edificio o conjunto sometido al régimen de propiedad en condominio. En este se regularán asuntos como el pago de los gastos comunes, las limitaciones, las prohibiciones, las sanciones, los mecanismos de resolución de conflictos, etc.
Otros elementos legales están predefinidos en la ley como la votación en Asambleas de Condóminos, que necesariamente es por el valor porcentual de cada filial, y la copropiedad de las áreas comunes que necesariamente es proporcional al área de la filial, determinada en el coeficiente de copropiedad.
Al inscribirse el condominio se le asigna un número de propiedad o matrícula inmobiliaria nuevo, conocido aún como número de finca, en el Partido Registral de Fincas Matrices, una cédula de persona jurídica (siempre iniciando con 3-109, más el consecutivo de cédula que corresponda), y debe designarse un administrador, que representará al condominio con poderes de Apoderado General si no se dispone otra cosa en la escritura, pues es posible otorgarle Poder Generalísimo.
Técnicamente no tiene personalidad jurídica plena, por lo que no puede ser propietario de bienes muebles o inmuebles inscribibles. Sin embargo, puede ejecutar actos como ser parte procesal en juicio, abrir y operar cuentas bancarias, ser patrono y firmar contratos de adquisición de bienes y servicios en general.

### Consulta de Condominios
Todo condominio se inscribe en el Registro Inmobiliario, el cual tiene consulta en línea mediante la que puede consultarse por número de finca, por nombre o por cédula jurídica. Tanto las consultas gratuitas como los servicios de pago exigen una previa inscripción.

### Administración de Condominios
La administración de condominios es una labor empresarial o civil que se desarrolla por diversos actores, desde empresas con muchos años de experiencia, hasta otras más nuevas y particulares que administran solamente el lugar donde residen.
Actualmente no existe ninguna licencia o permiso de habilitación específica para ejercer esta labor.
La administración del condominio se encarga el cuidado y la vigilancia de los bienes y servicios comunes, la atención y operación de las instalaciones y los servicios generales, todos los actos de administración y conservación del condominio y la ejecución de los acuerdos de la Asamblea de Condóminos. Recaudará de cada propietario la cuota que le corresponda para los gastos comunes. Velará por el cumplimiento de las disposiciones de la ley y el reglamento; asimismo tendrá las demás facultades y obligaciones que la ley y el reglamento le fijen.
No existe por ley un órgano de vigilancia, salvo que el Reglamento de Condominio y Administración lo haya así determinado. Es usual que haya Juntas de Vecinos o Condóminos, más o menos formales, que trabajan en conjunto con la administración. En algunos casos, la Junta Administradora es el representantre legal y administrador.
En 2018 se constituyó la Asociación Costarricense de Administraciones de Condominios que agrupa a estas empresas y personas en búsqueda de mejores condiciones para el mercado, elevación de estándares de actuación, incidencia normativa y formación.

### Medidas de apremio a morosos
Ser propietario en condominio implica el deber de pagar cuotas de gastos comunes, conforme se haya establecido en el Reglamento de Condominio y Administración. Quien faltare a este deber y cayera en mora, se expone a la consecuencia de que su propiedad sea ofrecida en subasta pública para cubrir el pago de esas obligaciones. La Ley Reguladora de la Propiedad en Condominio indica que :"Artículo 20.-La finca filial quedará afecta, como garantía, en forma preferente y desde su origen, por el incumplimiento de las obligaciones pecuniarias que el propietario llegue a tener con el condominio. Las cuotas correspondientes a los gastos comunes adeudadas por los propietarios, así como las multas y los intereses que generen, constituirán un gravamen hipotecario sobre la finca filial, solo precedido por el gravamen referente al impuesto sobre bienes inmuebles. Un contador público autorizado expedirá la certificación de las sumas que los propietarios adeuden por estos conceptos; esta certificación constituirá título ejecutivo hipotecario. (Así reformado por el artículo 1 de la Ley N° 8278 de 2 de mayo del 2002)." De esta forma, el administrador del condominio hace certificar el saldo adeudado por cuotas comunes y sus intereses o multas por un Contador Público Autorizado y solicita al juez despacho de ejecución y embargo en contra del propietario. Debido a que quien adquiere en condominio es deudor solidario, el nuevo adquirente será igualmente responsable de esas obligaciones. Adicionalmente podrían imponerse otras medidas, como suspensión de servicios comunes como abastecimiento de agua, portería, recepción de paquetes o anuncio de visitas.

### Problemas de convivencia
Los problemas de convivencia, como en toda comunidad humana, son frecuentes. En ocasiones se les busca solución a lo interno, mediante las porsibilidades que el Reglamento de Condominio y Administración contemple. Existen diversos Centros de Resolución Alterna de conflictos (RAC), que para su funcionamiento deben acreditarse ante el Ministerio de Justicia. En estos centros se desarrollan procesos de mediación o conciliación en la búsqueda de soluciones. Si estas instancias voluntarias no dieran sus frutos, existe la vía judicial, mediante el proceso sumario ante el juez civil, como lo establece el artículo 103.9 del Código Procesal Civil. En algunos casos en los reglamentos se prevé una renuncia a la jurisdicción para someter a conocimiento de un Tribunal Arbitral la controversia, el cual emitirá un laduo arbitral cuyo acatamiento es obligatorio para las partes.